# Доре Минчев
Доре Минчев Трайков е български революционер, деец на Вътрешната македоно-одринска революционна организация.

## Биография
Доре Минчев е роден в 1885 година в леринското село Горничево, тогава в Османската империя, днес Кели, Гърция. Работи като млекар. Влиза във ВМОРО и става четник при Марко Лерински, Тане Стойчев и Кръсте Льондев. По време на Илинденско-Преображенското въстание заедно с Геле Попов е войвода на Горничевската чета от 25 души.